# Відкритий чемпіонат Франції з тенісу 2017
Відкри́тий чемпіона́т Фра́нції з те́нісу 2017  — тенісний турнір, який проводився на відкритих ґрунтових кортах Стад Ролан Гаррос у Парижі з 28 травня по 11 червня 2017 року. Це був 116 Відкритий чемпіонат Франції, другий турнір Великого шолома в календарному році.

## Події
Кілька провідних тенісистів та тенісисток пропустили турнір. Роджер Федерер вирішив, що у нього мало шансів на ґрунті, тож він готуватиметься до Вімблдону. Серена Вільямс пропустила турнір через вагітність, а Вікторія Азаренко — після народження сина, Марія Шарапова не отримала від організаторів запрошення (після відбуття дискваліфікації у неї не було достатньо рейтингових очок для автоматичного входження).
Свої титули в одиночному розряді відстоювали Новак Джокович та Гарбінє Мугуруса. Зробити їм це не вдалося: Джокович програв у чвертьфіналі Домініку Тіму, а Мугуруса — у четвертому колі Крістіні Младенович.
Новими чемпіонами в одиночному розряді стали Рафаель Надаль та Олена Остапенко. Для Надаля це десята перемога в турнірі, а для Остапенко — перша.
Серед українців дві тенісистки пробилися до чвертьфіналу: Еліна Світоліна в одиночному розряді, а Ольга Савчук — у парному (разом із румункою Ралукою Олару).

## Результати фінальних матчів

### Дорослі
| Одиночний розряд. Чоловіки (Докладніше)                                                                                         |                                  |                         |
| Рафаель Надаль | Стан Вавринка                    | 6-2, 6-3, 6-1           |
| Надаль виграв Ролан-Гаррос удесяте.                                                                                             |                                  |                         |
| Одиночний розряд. Жінки (Докладніше)                                                                                            |                                  |                         |
| Олена Остапенко | Симона Халеп                     | 4–6, 6–4, 6–3           |
| Остапенко стала першою латвійською переможницею турніру Великого шолома в одиночному розряді.                                   |                                  |                         |
| Парний розряд. Чоловіки (Докладніше)                                                                                            |                                  |                         |
| Раян Гаррісон Майкл Вінус | Сантьяго Гонсалес Доналд Янг     | 7–6(7–5), 6–7(4–7), 6–3 |
| |                                  |                         |
| Парний розряд. Жінки |                                  |                         |
| Бетані Маттек-Сендс Луціє Шафарова                                                                                              | Ешлі Барті Кейсі Деллаква        | 6-2, 6-1                |
| |                                  |                         |
| Мікст |                                  |                         |
| Габріела Дабровскі Роган Бопанна                                                                                                | Анна-Лена Гренефельд Роберт Фара | 2–6, 6–2, [12–10]       |
| Для обох переможців це перший титул Великого шолома. Дабровскі стала першою канадкою, яка вигравала такий титул серед дорослих. |                                  |                         |

### Юніори
| Одиночний розряд. Хлопці          |                                    |                    |
| Алексей Попирін                   | Нікола Кун                         | 7–6(7–5), 6–3      |
|                                   |                                    |                    |
| Одиночний розряд. Дівчата         |                                    |                    |
| Вітні Осуїгве                     | Клер Лю                            | 6–4, 6–7(5–7), 6–3 |
|                                   |                                    |                    |
| Парний розряд. Хлопці             |                                    |                    |
| Нікола Кун Жомбор Пірош           | Васил Кірков Денні Томас           | 7–6(7–5), 6–4, 6–4 |
|                                   |                                    |                    |
| Парний розряд. Дівчата            |                                    |                    |
| Б'янка Андрееску Карсон Бренстайн | Олеся Первушина Анастасія Потапова | 6–1, 6–3           |
|                                   |                                    |                    |

## Виноски
1. ↑  Novak Djokovic loses to Dominic Thiem in quarter-finals. BBC Sport. 7 червня 2017. Архів оригіналу за 8 червня 2017. Процитовано 8 червня 2017.
2. ↑  Defending champion Garbine Muguruza upset at French Open. USA Today. 4 червня 2017. Архів оригіналу за 7 червня 2017. Процитовано 8 червня 2017.